# 蕭耀 (1956年)
蕭耀（1956年10月20日—2019年2月8日），男，台灣台北市人，兼具創業家與藝術家身份，為台灣早期推廣版畫藝術與石版畫之先驅，及奠定台灣視覺藝術產業基礎重要推手之一。

## 生平
2009-2019 中華民國畫廊協會常務理事
2009 台北國際藝術博覽會總召集人
2007-2008 中華民國畫廊協會理事長
2008 台北藝術大學藝文中心課程講師
2006-2007 中華民國畫廊協會副理事長
2007 國家CMBA文化創意總會講師
2006 台北師範大學EMBA中心講師

## 美術館展覽

### 2017
MOCA台北當代藝術館-蕭耀 真性情-好色之ㄊㄨˊ個展
1. ↑  . 好房網News.   [2020-05-01] （中文（臺灣））.
2. ↑  . taga-artchive.org.   [2020-05-01]. （原始内容存档于2020-02-17）.
3. ↑  . www.mocataipei.org.tw.   [2020-05-04]. （原始内容存档于2019-06-23） （契维语）.